# 秋山 (上野原市)
秋山（あきやま）は、山梨県上野原市の地名。人口は1,677人、世帯数は565世帯（2015年（平成27年）10月1日現在）。面積は45.14 km2。郵便番号は401-0201。
県の東南端、市の南端に位置する。四方を倉岳山などの山岳に囲まれ、地内の大半は山林で占めている。中央を東流する相模川支流の秋山川沿いに集落が分布する。

## 歴史
かつては山梨県南都留郡秋山村（あきやまむら）であったが、2005年2月13日、隣接する北都留郡上野原町と合併して上野原市となった。
江戸時代から秋山村の1村があり、都留郡に属していた。郡内地方でも日照時間の短い地域で、わずかな平坦地を利用した米麦栽培や畑作のほか、煙草など商品作物の栽培や養蚕、郡内織の生産などが行われ、谷村（都留市）や上野原市（いち）へ出荷した。

### 年表
- 1889年（明治22年）7月1日 - 町村制の施行により、秋山村の区域をもって、秋山村が発足する。
- 2005年（平成17年）2月13日 - 北都留郡上野原町及び南都留郡秋山村が合併して、上野原市が発足する[5]。旧秋山村の区域は上野原市秋山となる。

## 施設

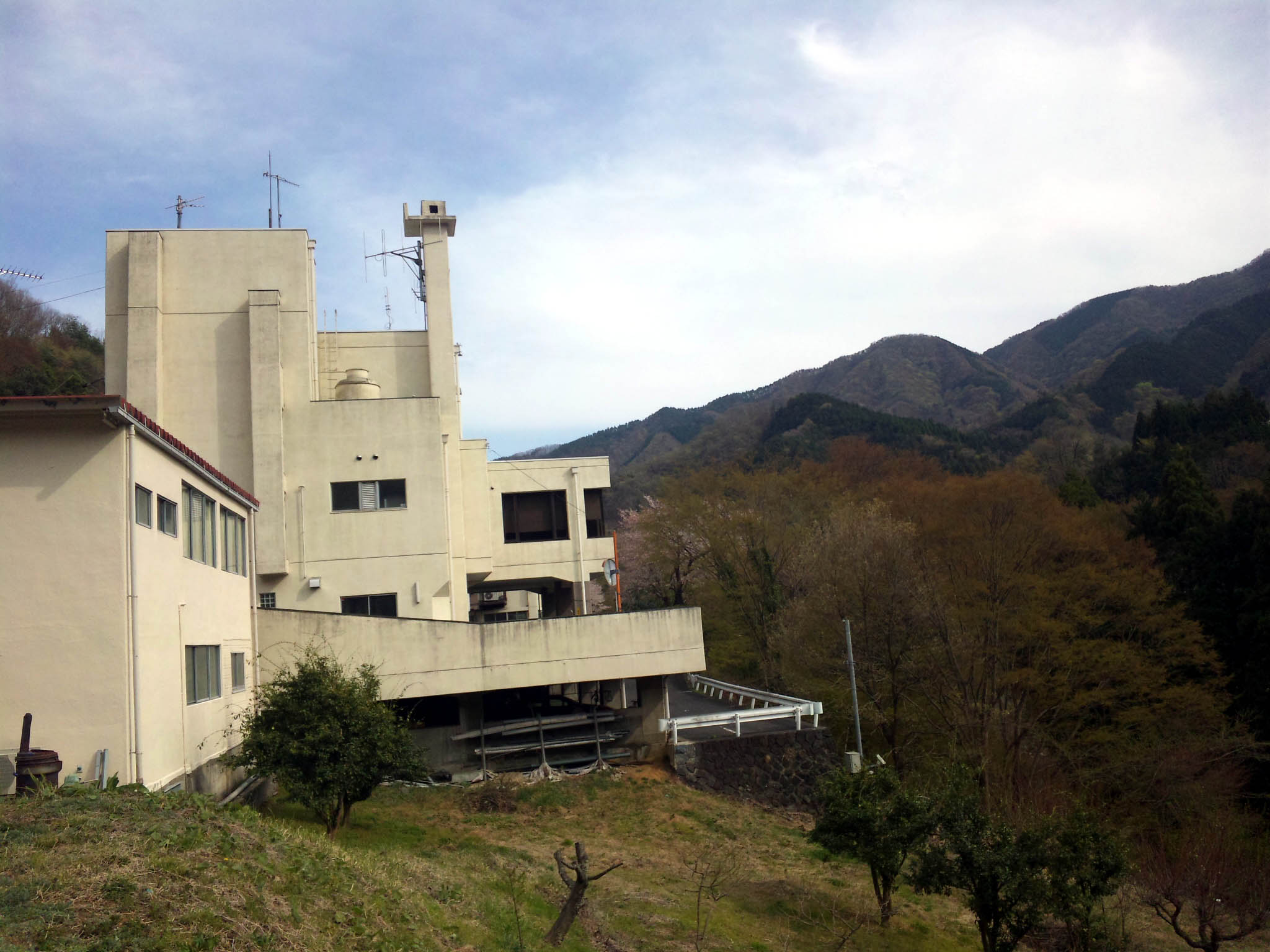
上野原市役所秋山支所
- 上野原市立秋山小学校
- 上野原市立秋山中学校
- 上野原市立秋山保育所
- 上野原市民俗資料館
- 上野原警察署秋山駐在所
- 上野原市消防署秋山出張所
  - 秋山村時代は都留市に消防業務を委託しており、都留市消防署秋山出張所として運用されていた。
- 秋山郵便局
- 日向海戸郵便局
- 桜井簡易郵便局
- 上野原市立病院付属秋山診療所
- 緑と太陽の丘キャンプ場
- 秋山観光スポーツ広場
- 新湯治場 秋山温泉

- 上野原市秋山支所

## 交通
秋山地内では鉄道は通っていない。

### バス
- 富士急バス
  - 秋山・坂下線 - 秋山地内の無生野を起点とし、上野原地区（JR上野原駅等）までを結ぶ路線である[6]。

### 道路
- 山梨県道・神奈川県道35号四日市場上野原線

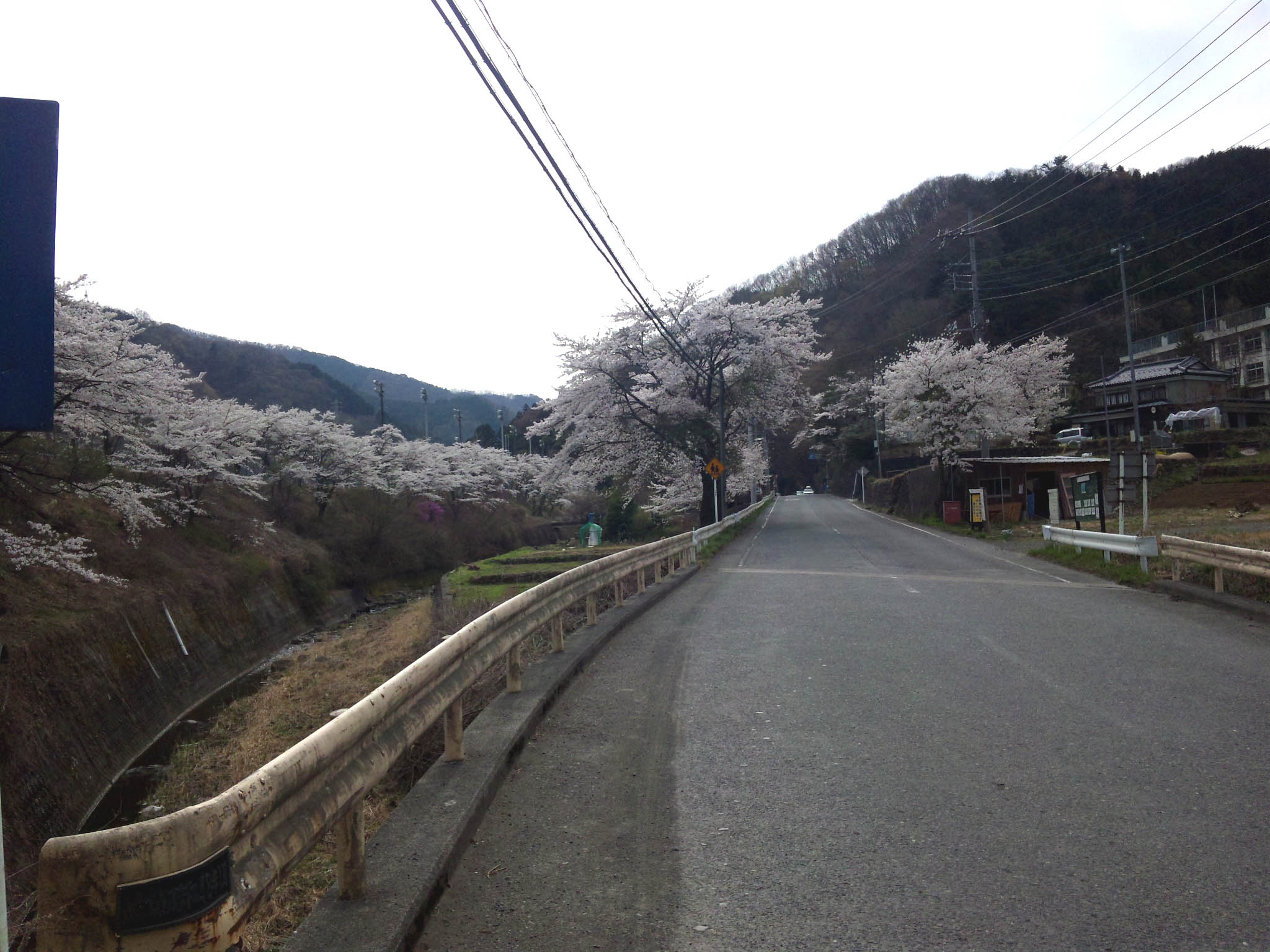
秋山川と山梨県道35号

## 祭事
- 無生野の大念仏 - 国指定の重要無形民俗文化財